# Neurophyseta rufalis
Neurophyseta rufalis là một loài bướm đêm trong họ Crambidae.